# Rajkot (stato)
Lo Stato di Rajkot fu uno stato principesco del subcontinente indiano, avente per capitale la città di Rajkot.

## Storia

### La fondazione ed il primo periodo
Rajkot venne fondato dal Thakur Sahib Vibhoji Ajoji Jadeja dei Rajput del clan Jadeja nel 1620. Questi era nipote di Jam Shri Satarsal (Sataji) Vibhaji Jadeja di Nawanagar.
La regione era parte dell'Impero ghaznavide governato da Mohammad Ghaznavi e dalla dinastia muzzaffaride di Mahmud Begada prima dell'insediamento dei Jadeja. Gli Jadeja di Nawanagar pesero la battaglia di Bhuchar Mori nel 1590 circa contro l'Impero moghul. Thakur Sahib Vibhoji Ajoji Jadeja venne inviato a Delhi come prigioniero dopo la morte di suo padre nello scontro e venne posto sotto la tutela di Jodhaji Soda, suo zio materno. Questi entrò nelle forze imperiali e supportò Shah Jahan nell'espulsione dei Vaghela da Sardhar. Successivamente egli sposò la figlia del capo Vaghela e fece di Sardhar la sua capitale. Ricevette Ardoi, Rib, Ribda e Kalipat come feudi, che gli vennero convertiti in un unico principato per i suoi valenti servizi all'imperatore. Suo figlio continuò a servire l'impero moghul, ricevendo ulteriori terre e ricompense. Venne così fondato lo stato di Rajkot nel 1620 da Thakur Sahib Vibhoji Ajoji Jadeja.
Thakur Sahib Vibhoji Ajoji venne succeduto al trono da Thakur Sahib Mehramanji I Vibhoji, che aiutò le forze imperiali moghul nella soppressione delle tribù Kathi. Questi venne ricompensato da Azam Khan con l'espansione dei confini dello stato di Rajkot. Thakur Sahib Bamanioji Sahibji e suo figlio Thakur Sahib Mehramanji II Bamanio furono valenti soldati al servizio degli imperatori moghul, guadagnandosi diversi villaggi a svantaggio del Nawab di Junagadh e consolidando il loro controllo su Rajkot e sui villaggi vicini sino al 1720.

### Il governo dei moghul
Tra il 1720 ed il 1732 lo stato di Rajkot subì un'occupazione da parte dell'impero moghul.
Masum Khan, feudatario del nawab di Junagadh, conquistò Rajkot nel 1720 e la rinominò Masumabad. Egli fece costruire una fortezza nel 1722, di 4-5 km di perimetro e con muri alti sino a 2 metri e mezzo. La fortezza venne costruita per proteggere la città di Rajkot da futuri attacchi da parte di altri regnanti. Attorno alle mura della fortezza si trovava un ampio fossato con acqua. Masumabad disponeva di otto porte, dotate di lance di ferro di difesa. Queste erano denominate Kotharia Naka, Nava Naka, Raiya Naka, Bedi Naka, Bhichari Naka, Sardhar Naka e Pal no Darwajo. L'unico cancello indifeso era quello denominato Khadaki Naka e si trovava nei pressi del tempio di Nakalank. Oggi gran parte di queste fortificazioni, seppur mutate in epoca coloniale, sono ancora visibili. Masum Khan governò per 12 anni sino a quando non venne conquistato da Thakur Sahib Ranmalji Mehramanji nel 1732.

### Il governo dei jadeja
Masumabad venne riconquistata da Thakur Sahib Ranmalji Mehramanji nel 1732 e venne riportata al suo antico nome di Rajkot. Il figlio e successore di Thakur Ranmalji, Lakhoji I, gli succedette nel 1746. Successivamente abdicò in favore del primogenito ma riprese il trono quando questi morì improvvisamente nel 1794. In contrasto col nonno, Ranmalji II lo depose e lo esiliò a Nawanagar. La famiglia regnò indisturbata sino al 1807 quando lo stato divenne un protettorato britannico. La capitale divenne il quartier generale di un agente politico inglese e divenne una città sempre più moderna. Lo stato divenne un importante centro per l'istruzione in India.

### Il governo inglese

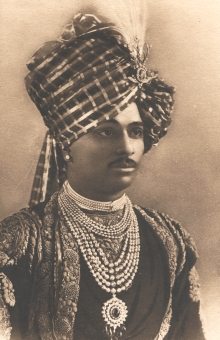
Thakur Lakhajirajsinhji II Bavajirajsinhji di Rajkot.

Nel 1807 lo stato di Rajkot divenne un protettorato inglese.
Bavajirajsinhji Mehramanji e suo figlio, Lakhajirajsinhji II Bavajirajsinhji, furono regnanti modello che seppero sviluppare nel loro stato una fervida società intellettuale e acculturata. Lo stato divenne anche uno dei centri della politica indiana. Gli inglesi dal canto loro costruirono molti edifici coloniali e centri di istituzioni culturali come ad esempio la Connaught Hall, la Masonic Hall, la Lang Library, il Watson Museum ed il The Rajkumar College. Ad ogni modo tutto ciò sembrò mutare improvvisamente quando Thakur Saheb Dharmendrasinhji Lakhajiraj succedette a suo padre nel 1930. Pur avendo ricevuto un'educazione liberale ed avendo studiato all'estero, i suoi interessi e le sue inclinazioni erano ben diverse da suo padre e da suo nonno. Le autorità britanniche giunsero a restringere i suoi poteri. Tassò pesantemente il suo popolo, fece salire vertiginosamente l'inflazione su alcuni beni vendendoli personalmente e creando dal verso opposto scarsità per la sua popolazione, oltre al dedicarsi quasi esclusivamente ai propri piaceri.
A differenza di suo padre, che viveva frugalmente e spendeva praticamente il proprio stipendio per far progredire lo stato, Dharmendra utilizzava il 50% dei fondi statali per sé. Non sorprende dunque che egli sia divenuto nel tempo oggetto di numerose proteste, scioperi e boicottaggi. Mahatma Gandhi gli chiese personalmente nel 1939 di formare un consiglio per liberare il popolo di Rajkot. La prematura morte del Thakur Sahib Dharmendrasinhji nel 1940 mentre si trovava alla caccia al leone nel Sasan Gir, venne visto da molti come una liberazione della provvidenza.
Salì al suo posto il fratello minore Thakur Saheb Pradyumansinhji Lakhajirajsinhji, ma i tempi e le circostanze erano ormai cambiati dal regno di suo fratello. Per quanto egli cercò di occuparsi attivamente del suo popolo, infatti, la guerra sembrò fiaccare pesantemente lo stato. Nel febbraio del 1948 questi finì con l'aderire all'unione degli stati di Saurashtra di cui Rajkot divenne la nuova capitale, entrando a far parte dell'Unione Indiana.

## Governanti
I regnanti locali avevano il titolo di Thakur Sahib ed il titolo di Sua Altezza.

### Thakur Sahib
- 1694 – 1720 Mehramamji II Bamaniaji            (m. 1720)
- 1720 – 1732 Masum Khan Shughaat-Mughal governor(m. 1732)
- 1732 – 1746 Ranmalji I Mehramamji              (m. 1746)
- 1746 – 17.. Lakhaji I Ranmalji (1ª volta)      (m. 1796)
- 17.. – 1794 Mehramamji III Lakhaji             (m. 1794)
- 1794 – 1795 Lakhaji I Ranmalji (2ª volta)      (s.a.)
- 1795 – 1825 Ranmalji II Mehramamji             (m. 1825)
- 1825 – 1844 Surajji Ranmalji                   (m. 1844)
- 1844 –  8 novembre 1862 Mehramamji IV Surajji              (m. 1862)
- 8 novembre 1862 – 16 aprile 1890 Bawajiraj Mehrmansinhji            (n. 1856 – m. 1890)
- 1862 – 1867 Thakurani Bai Shri Naniba          (m. 1893) Kunverba (f) - reggente 
  - 1867 – 17 gennaio 1876 J.H. Lloyd -Regent
- 16 aprile 1890 –  2 febbraio 1930 Lakhajirajsinhji II Bavajirajsinhji            (n. 1885 – m. 1930) (dal 3 giugno 1918, Sir Lakhajiraj II Bawajiraj)
  - 16 aprile 1890 – 21 ottobre 1907  .... -reggente
- 2 febbraio 1930 – 11 giugno 1940 Dharmendrasinhji Lakhaji           (n. 1910 – m. 1940)
- 11 giugno 1940 – 15 agosto 1947 Pradumansinhji                     (n. 1913 – m. 1973)

### Agenti inglesi e residenti
La città di Rajkot divenne il quartier generale dell'Agenzia degli Stati dell'India occidentale nel 1924.

#### Agenti del governatore generale dell'Agenzia degli Stati dell'India occidentale
- 10 ottobre 1924 – 15 luglio 1926 C.C. Watson
- 16 luglio 1926 – novembre 1926 A.O. Macpherson
- 21 novembre 1926 – 17 ottobre 1927 C.L. Watson
- 18 ottobre 1927 – 18 maggio 1928 E.H. Kealy
- 19 maggio 1928 –  2 aprile 1929 H.S. Strong
- 3 aprile 1929 – 23 ottobre 1929 T.H. Keyes
- 24 ottobre 1929 – 1931 E.H. Kealy
- 15 agosto 1931 – 1932 A.H.E. Mosse
- 14 agosto 1932 – 26 maggio 1933 Courtenay Latimer
- 27 maggio 1933 – 13 ottobre 1933 John Creery Tate
- 14 ottobre 1933 –  5 giugno 1936 Courtenay Latimer
- 6 giugno 1936 –  1 novembre 1936 J. de la H. Gordon
- 2 novembre 1936 – 31 marzo 1937 Courtenay Latimer

#### Residenti dell'Agenzia degli Stati dell'India occidentale
- 1 aprile 1937 – 10 ottobre 1937 Courtenay Latimer
- 11 ottobre 1937 – 31 gennaio 1941 Edmund C. Gibson (1ª volta)
- 1 febbraio 1941 – 14 marzo 1941 G.B. Williams
- 15 marzo 1941 –  3 aprile 1942 M.C. Sinclair
- aprile 1942 – novembre 1942 Edmund C. Gibson (2ª volta)
- 2 novembre 1942 –  6 settembre 1944 Philipp Gaisford
- 7 settembre 1944 –  4 novembre 1944 Cyril P. Hancock                   (n. 1896 – m. 1990)

#### Residenti per l'Agenzia degli Stati dell'India occidentale, di Baroda, e Gujarat
Nel 1944 l'Agenzia degli Stati dell'India occidentale venne unita all'Agenzia degli stati di Baroda e Gujarat a formare la Agenzia degli Stati dell'India occidentale.
- 5 novembre 1944 – 14 agosto 1947 residenti a Baroda